# Адриан II
Вижте пояснителната страница за други личности с името Адриан.
Адриан II е римски папа от 867 до 872 г. Произхожда от знатно римско семейство от род Колона и става папа през 867 г. в напреднала възраст.
Известен е с това, че след намесата на Константин-Кирил Философ и брат му Методий отхвърля триезичната догма и тържествено освещава през 867 г. българската азбука, съставена от тях, и книгите, написани на нея, в базиликата „Санта Мария Маджоре“ в Рим. Нарежда в римските базилики да се проведат тържествени богослужения на славянобългарски език. Ръкополага в сан десетки от учениците на светите братя, а Методий въздига за архиепископ на Моравия и Панония в 869 г. Упорито се бори подобно на своя предшественик за запазване на папското влияние в новопокръстена България, но през 870 г. на вселенски събор, състоял се в Цариград, губи битката. Остава пасивен наблюдател, когато в 870 година Методий е отвлечен от немците от своята катедра, изтезаван е и е хвърлен в затвора.
Адриан II продължава водената от Николай I политика, но с по-малко енергичност в действията. Лотар II, крал на Лотарингия, умира през 869 г., оставяйки Адриан да посредничи между франкските крале и да осигури престола на Лудвиг II. Скоро след анатемосването на Николай I от Фотий, Константинополският патриарх е изгонен от патриаршията от новия император Василий I Македонец, подкрепящ основния враг на Фотий — Игнатий. Стига се в 869 г. до свикването на нов вселенски събор — Четвърти константинополски събор (наричан от латинците Осми вселенски събор). Там Адриан II е представляван от делегатите, отговорни за обявяването на Фотий за еретик, но и те не успяват да се споразумеят с Игнатий до края на събора в 870 г. по въпроса за примата над Българската църква.
Също като предшестващия го папа Николай I, Адриан се принуждава да се съобразява с волята на Лудвиг II по светските въпроси, който го поставя под наблюдението на Арсений (епископ на Орта), неговия таен съветник, и на племенника на Арсений – Анастасий Библиотекар.
Адриан се жени рано и когато е избран за папа, неговите дъщеря и съпруга са още живи. По-късно са отведени и убити от брата на Анастасий.
Папа Адриан II умира през 872 г., след като е начело на римската църква само 5 години.